# Notting Hill
Notting Hill este unul din districtele Londrei de vest (West London), localizat la nord de Kensington, dar în interiorul Districtului Kensington and Chelsea, precum și într-o parte a districtului Westminster. Notting Hill este cunoscut pentru înclinația sa cosmopolitană, găzduind carnavalul omonim, Notting Hill Carnival, și un târg în aer liber, Portobello Road Market.